# Kayvan Novak
Kayvan Novak (Londres, 23 de novembro de 1978) é um ator e comediante britânico conhecido por seus trabalhos em Fonejacker e Four Lions, pelos quais ganhou um British Academy Television Awards (BAFTA) e um British Comedy Awards, respectivamente.

## Biografia
Novak nasceu em Londres, capital da Inglaterra, em 23 de novembro de 1978. Frequentou a Faculdade de Belas Artes de Hampstead e a Academia de Arte Dramática Webber Douglas.
Começou a carreira de ator aparecendo em diversos programas televisivos britânicos, incluindo Family Affairs e Holby City. Em 2005, criou, juntamente com Ed Tracy, o programa de trotes telefônicos Fonejacker, pelo qual recebeu um BAFTA em 2008. Dois anos depois, integrou o elenco do filme Four Lions, uma aclamada comédia de humor negro, pela qual conquistou o British Comedy Awards.
No ano de 2019, integrou o elenco principal de What We Do in the Shadows, seriado em que interpretou o vampiro Nandor, e cuja atuação foi aclamada pela crítica especializada, a ponto de ser indicado como melhor ator nas premiações Critics' Choice Super, Critics' Choice Television e Hollywood Critics Association TV.